# Isidoro Noblía
Isidoro Noblía je gradić (villa) u departmanu Cerro Largo na istoku Urugvaja, u neposrednoj blizini granice s Brazilom, točnije 12 kilometara južno od grada Aceguá na urugvajsko-brazilskoj granici i 45 kilometara sjeverno od središta departmana Mela.
Osnovan je 15. studenog 1963. s titulom sela (pueblo), a status grada dobio je 20. listopada 1992.

## Stanovništvo
Prema popisu stanovništva iz 2011. godine, Isidoro Noblía je imala 2.331 stanovnika.
| Godina | Stanovništvo |
| ------ | ------------ |
| 1963.  | 865          |
| 1975.  | 1.228        |
| 1985.  | 1.548        |
| 1996.  | 1.964        |
| 2004.  | 2.462        |
| 2011.  | 2.331        |

- Izvor: Državni statistički zavod Urugvaja.[4]

## Vanjske poveznice
- (šp.) Službene stranice departmana Cerro Largo